# Nagyboldogasszony-templom (Óbesenyő)
Az óbesenyői Nagyboldogasszony-templom műemlékké nyilvánított épület Romániában, Temes megyében. A romániai műemlékek jegyzékében a TM-II-m-A-06222 sorszámon szerepel.